# Distrito histórico de Park Avenue (Nueva York)
El Distrito histórico de Park Avenue  es un distrito histórico ubicado en Nueva York, Nueva York. El Distrito histórico de Park Avenue se encuentra inscrito como un Distrito Histórico en el Registro Nacional de Lugares Históricos desde el 29 de agosto de 2010. 

## Ubicación
El Distrito histórico de Park Avenue se encuentra dentro del condado de Nueva York en las coordenadas 40°46′53″N 73°57′23″O / 40.781389, -73.956389.